# Rusticélia (gens)
A gens Rusticélia, ocasionalmente escrita Rusticellia (em latim: Rusticelia, pl. Rusticelii), era uma obscura família plebeia da Roma antiga. Poucos membros desta gens são mencionados por escritores antigos, mas vários são conhecidos por meio de inscrições.

## Origem
O nomen Rusticelius pertence a uma classe formada por cognomina terminada nos sufixos diminutivos -illus e -ellus. Parece ser derivado da palavra rusticellus, que significa palhaço, provavelmente um diminutivo da palavra rusticus, que significa rural ou pouco sofisticado, rústico. 

## Praenomina
Os principais praenomina dos Rusticelii eram Caio, Lúcio, Aulo e Quinto, todos nomes muito comuns ao longo da história romana. Outros praenomina também aparecem mas pouca frequência, que incluem Marco e Públio, e nomes comuns.

## Ramos e cognomina
Os Rusticelii tinham uma variedade de sobrenomes na época impérial, muitos dos quais parecem ter sido cognomes pessoais. Vários Rusticelii viviam em Óstia, o antigo porto marítimo de Roma, onde vários deles tinham o sobrenome Félix, que significa afortunado ou feliz. 

## Membros
- Rusticelia, construiu um túmulo em Roma para seu filho.[5]
- Rusticelia, enterrada em Gurulis Nova na Sardenha, com um túmulo dedicado por Pamphilus.[6]
- Rusticélio, um doador para o culto de Vulcano em Óstia no Lácio, no final do século II d.C.[7]
- Caio Rusticélio, um nativo de Bononia, foi elogiado por Cícero como um orador experiente e volúvel dentre os aliados.
- Lúcio Rusticélio C. f., enterrado em um sepulcro de família em Roma.[8]
- Marco Rusticélio C. f., enterrado em um sepulcro de família em Roma.[8]
- Quinto Rusticélio, nomeado em uma inscrição do local atual de Riola Sardo na Sardenha.[9]
- Quinto Rusticélio, um soldado servindo na centúria de Quinto Vitulo, enterrado em Cirta na Numídia.[10]
- Quintus Rusticelius C. f., enterrado em um sepulcro de família em Roma.[8]
- Quintus Rusticelius Amerymnus, nomeado em uma série de inscrições da Etrúria e Úmbria.[11]
- Lucius Rusticelius Anoptes, um liberto enterrado em Roma no final do primeiro ou início do segundo século, junto com Rusticelia Tertia.[12]
- Aulus Rusticelius Aptus, enterrado em um sepulcro de família em Roma.[13]
- Lucius Rusticelius Asellarius, enterrado em Castellum Celtianum na Numídia, com 41 anos.
- Caio Rusticélio Athenio, dedicou um túmulo em Roma para seu cliente, Rusticelia Lemnias.[14]
- Rusticelius Atticus, um membro de uma das guildas artesanais em Roma no início do século IV.[15]
- Gaius Rusticelius Avitianus, enterrado em Madaurus na África Proconsular, aos 40 anos.
- Lucius Rusticelius Celer, um dos duumviro jure dicundo em Pompéia, na Campânia.[16]
- Aulo Rusticélio A. l. Cinna, um liberto enterrado no sepulcro de uma família em Roma.[13]
- Rusticélio Clementiano, flâmine em Madaurus.
- Lúcio Rusticélio Communis, enterrado em Roma em um túmulo construído por sua mãe, Mammia Liccaea.[17]
- Lúcio Rusticélio Cosmo, edil em um ano incerto entre 40 e 20 a.C., fez uma oferenda a Netuno em Tarento, na Calábria.[18]
- Rusticélio C. f. Crispo, filho de Caio Rusticélio Crispo e Clódia Herais, enterrado no sepulcro da família construído por seu pai em Óstia, datado do final do segundo ou início do terceiro século.
- Caio Rusticélio Crispo, um liberto, construiu um túmulo em Óstia para si mesmo, sua esposa, Clódia Herais, seu filho, Rusticélio Crispo, e Caio Rusticélio Félix, datado do final do segundo ou início do terceiro século..[19]
- Rusticelia M. l. Cytheris, uma liberta nomeada em uma inscrição funerária de Roma, datada de 10 d.C.[20]
- Lúcio Rusticélio Dolabela, um retórico enterrado em Roma, com 26 anos e 6 meses de idade, deixando uma filha, Rusticelia Selene, e um filho, Zósimo Rusticélio, um escravo pertencente à casa imperial. Públio Élio Estrato, um liberto do imperador, pagou por seu túmulo.[21]
- Aulus Rusticelius Dorus, enterrado em um sepulcro de família em Roma..[13]
- Rusticelia Eromene, enterrada no sepulcro de uma família em Roma.[13]
- Aulus Rusticelius Eros, um liberto enterrado em Casilinum na Campânia, junto com Rusticelia Euhemera.[22]
- Quinto Rusticélio Q. l. Eros, um liberto enterrado em Roma com seu filho, Quinto Rusticélio Parato.[23]
- Rusticelia A. l. Euhemera, uma liberta enterrada em Casilinum, junto com Aulus Rusticelius Eros.[22]
- Caio Rusticélio Euhemerus, dedicou uma tumba em Roma para seu amigo, Clymenus..[24]
- Caio Rusticélio Fausto, construiu uma tumba em Roma para ele e seu filho, Caio Rusticélio Minervio.[25]
- Rusticélio Félix, enterrado em Carales na Sardinia, aos 50 anos.[26]
- Rusticélio Félix, nomeado em uma inscrição de Ostia, no Lácio, datada de 198 d.C.[27]
- Caio Félix Félix, nomeado em uma inscrição de Ostia.[28]
- Caio Félix Félix, enterrado em Ostia, em uma tumba construída por Caio Rusticélio Crispo.[19]
- Caio Rusticélio Félix, um nativo da África, era um fabricante de estatuetas. Ele foi enterrado em Roma, com cinquenta anos, com uma tumba dedicada por Oppia.[29]
- Rusticélio Fortunato, omeado em uma inscrição de Pompéia.[30]
- Rusticélia Gemella, enterrada em Roma, com dezenove anos.[31]
- Aulo Rusticélio Hilarus, enterrado em um sepulcro de família em Roma.[13]
- Quintus Rusticelius C. f. Honorato, enterrado em Madaurus, com 36 anos e 4 meses
- Lúcio Rusticélio Hospes, enterrado em Castellum Celtianum, com sessenta anos.
- Caio Rusticélio Ingenuus, fez uma oferenda a Saturno em Cartago, na África Proconsular.[32]
- Rusticélia Lemnias, enterrada em Roma, com vinte e cinco anos, com um túmulo dedicado por seu patrono, Caio Rusticélio Athenio.[14]
- Aulo Rusticélio Marcial, enterrado em um sepulcro familiar em Roma.[13]
- Caio Rusticélio C. f. Minervio, enterrado em Roma, em um túmulo construído por seu pai, Caio Rusticélio Fausto.[25]
- Rusticélia Namphadora, uma menina enterrada em Madaurus, com dez anos.
- Rusticelia Octavianilla, enterrada em Ammaedara na África Proconsularis, com vinte e oito anos e oito dias, com um túmulo construído por seu marido, Julius Pallans.
- Aulus Rusticelius Paratus, enterrado em um sepulcro de família em Roma.[13]
- Aulus Rusticelius Paratus, enterrado em Roma, com trinta anos, com um monumento de seus pais.[33]
- Quinto Rusticelius Q. l. Paratus, um liberto, enterrado em Roma com seu pai, Quintus Rusticelius Eros..[23]
- Lúcio Rusticélio Philomusus, enterrado em Tibur, no Lácio, com um túmulo dedicado por sua esposa, Rusticélia Triumphalis.[34]
- Rusticélia Plaste, enterrado em um sepulcro de família em Roma.[13]
- Gaius Rusticélio Primitivo, um membro da guilda dos construtores navais em Óstia em 152 d.C.[35]
- aius Rusticélio Proculus, um padre em Ammaedara, que junto com sua esposa, Faonia Doniatula, fez uma oferta libacionária à família imperial no início do terceiro século d.C.[36]
- Rusticélia C. l. Rufa, uma mulher liberta, talvez esposa de Lúcio Pláucio Scurra, e mãe de Lúcio Pláucio e Pláucia Tércia, cujos nomes aparecem no monumento de seu pai em Síncia, no Lácio, datado de meados do primeiro século a.C.
- Públio Rusticélio Saltator, dedicou um monumento a Hércules em Tibur.[37]
- Lucius Rusticelius Secundo, um dos Sodais Augustais e um decurião na cidade de Comum.[38]
- Rusticélia L. f. Selene, filha de Lúcio Rusticélio Dolabela, um orador enterrado em Roma.[21]
- Rusticélia Estércia, enterrada em Madauro, com quatorze anos, junto com sua mãe, Cláudia Valéria, com quarenta anos.
- Rusticélia Tércia, uma mulher liberta enterrada em Roma no final do primeiro ou início do segundo século, junto com Lúcio Rusticélio Anoptes.[12]
- Marco Rusticélio Tertius deu potes feitos por Gaius Vettius Philomusus para Maetennia Europa e Lúcio Vibius Gordia em Roma.[39]
- Rusticélia Tertulla, enterrada em Madaurus, aos 21 anos.[40]
- Rusticélia Triumphalis, dedicou uma tumba em Tibur para seu marido, Lúcio Rusticélio Philomusus.[34]
- Rusticélia C. eu. Tryphera, uma liberta enterrada em Roma.[41]